# Лев Давидичев
Лев Давидичев е съветски писател, автор на произведения в жанра детска литература.

## Биография и творчество
Лев Иванович Давидичев е роден на 1 януари 1927 г. в Соликамск, СССР. От 1939 г. живее в Перм. В периода 1941-1945 г. учи в Пермския нефтен техникум, а в периода 1946-1952 г. учи задочно в историческия и философския факултет на университета в Перм. Работи на Краснокамското нефтено находище, а след това във вестници и в издателството в Перм.
Първият му сборник с разкази „Волшебник дачного посёлка“ е публикуван през 1952 г.
Най-известните му романи, които го правят известен, са „Животът на Иван Семьонов“, „Лёлишна из третьего подъезда“ и „Горе ръцете! или враг №1“. Героите на произведенията му са обикновени съветски деца, които по волята на съдбата попадат в различни необичайни обстоятелства.
По мотиви на романа „Животът на Иван Семьонов“ през 1966 г. в Пермската киностудия е заснет филма „Три с половиной дня из жизни Ивана Семёнова – второклассника и второгодника“, който печели Голямата награда за детски филм на Всесъюзния фестивал на телевизионни филми в Киев.
Член е на Съюза на писателите от 1956 г. Многократно е избиран изпълнителен секретар на Пермската областна организация на писателите. Бил е член на Управителния съвет на Съюза на писателите на РСФСР.
Лев Давидичев умира на 24 ноември 1988 г. в Перм, СССР.

## Произведения

### Романи и повести
- Горячие сердца (1953)
- Трудная любовь (1955)
- Друзья мои – приятели, или Повесть о том, как жили ребята в Нижних Петухах (1957)
- Многотрудная, полная невзгод и опасностей жизнь Ивана Семёнова, второклассника и второгодника (1962)
Животът на Иван Семьонов, изд.: ИК „Отечество“, София (1979), прев. Божана Георгиева
- Лёлишна из третьего подъезда (1963)
- Руки вверх! или Враг № 1 (1969)
Горе ръцете! или враг №1, изд.: ИК „Отечество“, София (1979), прев. Божана Георгиева
- Случайный спутник (1975)
- Друзья мои, приятели (1976)
- Дядя Коля – поп Попов – жить не может без футбола (1979)
- Эта милая Людмила (1980)
- Самое длинное мгновение (1988)
- Генерал-лейтенант Самойлов возвращается в детство

### Приказки
- Как медведь кашу ел (1954)
- Мой знакомый воробей (1960)
- О мышке с золотым хвостиком…
- Генерал Шито-Крыто

### Разкази
- Бутылочка нефти (1952)
- Капризный Вася и послушный пёс Атос
- Дочь революции

### Сборници
- Волшебник дачного посёлка (1952)
- У звонких ручьев (1953)
- Почему плакала девочка: Три тетради рассказов (1959)
- Чужой чемодан (1959)
- Гул дальних поездов: Пять тетрадей рассказов (1961)
- Старик и его самая большая любовь (1965)
- Душа не на своем месте: Семь тетрадей рассказов (1965)
- Самое длинное мгновение (1977)
- Чумазый Федотик (1983)

### Екранизации
- 1964 Жизнь и страдания Ивана Семёнова – анимационен филм
- 1966 Три с половиной дня из жизни Ивана Семёнова – второклассника и второгодника
- 1978 Цирк у меня дома
- 1979 Приключения Чипа – анимационен филм
- 1980 Петькины трюки – анимационен филм
- 1982 Руки вверх!